# GTR 2: FIA GT Racing Game
GTR 2: FIA GT Racing Game es un simulador de carreras de autos deportivos, licenciado por Blimey para Simbin para PC y su secuela de GTR. El juego simula la temporada 2003 y 2004 de la FIA GT.

## Jugabilidad
El juego ofrece diferentes modos: Campeonato, Carreras rápidas, Prácticas, Carreras de 24 horas, contrarreloj y escuela de manejo. Sin embargo, a diferencia del anterior, GTR2 ofrecen pequeños campeonatos desbloqueables como también la habilidad de crear campeonatos propios. 
Otro gran agregado es la escuela de conducción. Este enseña a usar técnicas de carrera que permite al usuario practicarlas recompensándolo con desbloqueos en el proceso.
Las carreras de las 24 horas del día muestran una nueva dinámica y los ciclos de la noche muy buena. La transición entre el día y la noche es perfecta y constante, a diferencia del original en el que la carrera tuvo que ser detenida, mientras que la nueva hora del día se había cargado. Los ciclos de día y noche, también se puede experimentar variando la velocidad de la que el tiempo de día que pasa durante un fin de semana. Selecciones de aquí se puede acelerar hasta 60 veces.

## Recepción
- Premio de IGN al Mejor Juego de Carreras para PC de 2006.
- Premio de GameSpot al Mejor juego de conducción de 2006, así como al Mejor juego que nadie jugó de 2006.
- GameSpy lo calificó como el noveno mejor juego de PC de 2006.
- Metacritic #3 Mejor juego de PC de 2006.

Los editores de Computer Games Magazine presentaron a GTR 2 el premio a la "Mejor simulación" de 2006. Fue finalista en su lista de los 10 mejores juegos de computadora del año. También ganó el premio al "Mejor juego de carreras" de 2006 de PC Gamer US.